# Fachhochschule Würzburg-Schweinfurt-Aschaffenburg
Die Fachhochschule Würzburg-Schweinfurt-Aschaffenburg war ein Hochschulverbund, der von 1991 bis 2000 bestand.
1991 gründete die damalige Fachhochschule Würzburg-Schweinfurt eine Abteilung in Aschaffenburg, wodurch der Name des Hochschulverbunds in Fachhochschule Würzburg-Schweinfurt-Aschaffenburg geändert wurde. Nach dem Jahr 2000 wurde die Abteilung Aschaffenburg aus diesem Hochschulverbund als eigenständige Hochschule Aschaffenburg ausgegliedert. Die Fachhochschule Würzburg-Schweinfurt nahm dadurch wieder ihren alten Namen an.